# 一夜
『一夜』（いちや）は、夏目漱石の短編小説である。1905年（明治38年）9月、「中央公論」に発表された。1906年（明治39年）5月、『倫敦塔』、『幻影の盾』『趣味の遺伝』などとともに『漾虚集』に収録され出版された。

## 内容
八畳の座敷に髯のある人と、髯のない人と、涼しき眼の女が会して、過した一夜を3人の会話で綴った作品である。「なぜ三人が落ち合った？　それは知らぬ。三人はいかなる身分と素性と性格を有する？　それも分らぬ。三人の言語動作を通じて一貫した事件が発展せぬ？　人生を書いたので小説をかいたのでないから仕方がない。なぜ三人とも一時に寝た？　三人とも一時に眠くなったからである。」と結ばれる。同時代の批評でも、「一読して何の事か分らず」（読売新聞）などと評され、夏目漱石自身も『吾輩は猫である』のなかに、「先達ても私の友人で送籍という男が一夜という短編をかきましたが、誰が読んでも朦朧としてとりとめがつかないので、当人に逢って、とくと主意のあるところを糺してみたのですが、当人もそんなことは知らないよと云ってとりあわないのです。」と書き、「随分妙な男ですね」というのに迷亭が「馬鹿だよ」と簡単に送籍君を打ち留めるという一節がある。国文学者の佐々木英昭は、連句的小説であるとし、一人の発言の連想が次の人の言葉を呼び起こし、その次の人の言葉をひきだすという連句の遊びを小説の形にした実験的な小説であるとしている。